# Embia nigriceps
Embia nigriceps är en insektsart som beskrevs av Ross 2006. Embia nigriceps ingår i släktet Embia och familjen Embiidae. Inga underarter finns listade i Catalogue of Life.